# Nesebăr
Nesebăr (bulgariska: Несебър; andra stavningsvarianter: Nesebur, Nesebar, Nessebar eller Nessebur) är en stad i den bulgariska kommunen Nesebăr, belägen på en halvö i Svarta havet. Staden hade år 2015, 12 275 invånare. Nesebăr har varit en viktig handelsstad sedan 500-talet f.Kr.. Staden är sedan 1983 upptagen på Unescos världsarvslista.
Den nya staden ligger på fastlandet, med en direkt anknytning till Sunny Beach. En lång, smal bro leder till gamla Nesebăr.
Den gamla staden ligger på en bergig halvö som ligger cirka 4 km söder om Sunny Beach, vid Svarta havets kust. Det är ett gammalt fiskeläge som blivit en museistad, det är även en kulturhistorisk idyll från senmedeltiden och en av Europas äldsta städer. I Nesebăr finns cirka 40 grekisk-ortodoxa kyrkor, alla från den bysantinska epoken och många av dem är museer.
Nesebăr är världskänd för sin arkitektur, så trots alla besökare från grannen Sunny Beach har den lilla staden lyckats med att fortfarande hålla kvar sin småstadsatmosfär. Alla nya hus byggs i samma stil som de gamla, i trä och sten.

## Historia
Staden byggdes på en äldre thrakisk boplats som senare blev en grekisk koloni som hette Mesimbria (Μεσημβρία). Under åren har Nesebăr erövrats av både romare, bulgarer och osmaner. Det var en viktig stad för det Bysantinska imperiet då stadens grekiska kultur och ortodoxa religion blomstrade. 
Efter Bulgariens autonomi 1878 efter det rysk-turkiska kriget blev staden en del av autonoma osmanska provinsen Östrumelien. Staden förenades med Furstendömet Bulgarien år 1885. Stadens befolkning var till 90 % greker tills år 1902 då Bulgarien införde en striktare politik som skulle tvångsomvandla greker till bulgarer. Grekiska skolor och det grekiska hemspråket förbjöds.

## Galleri

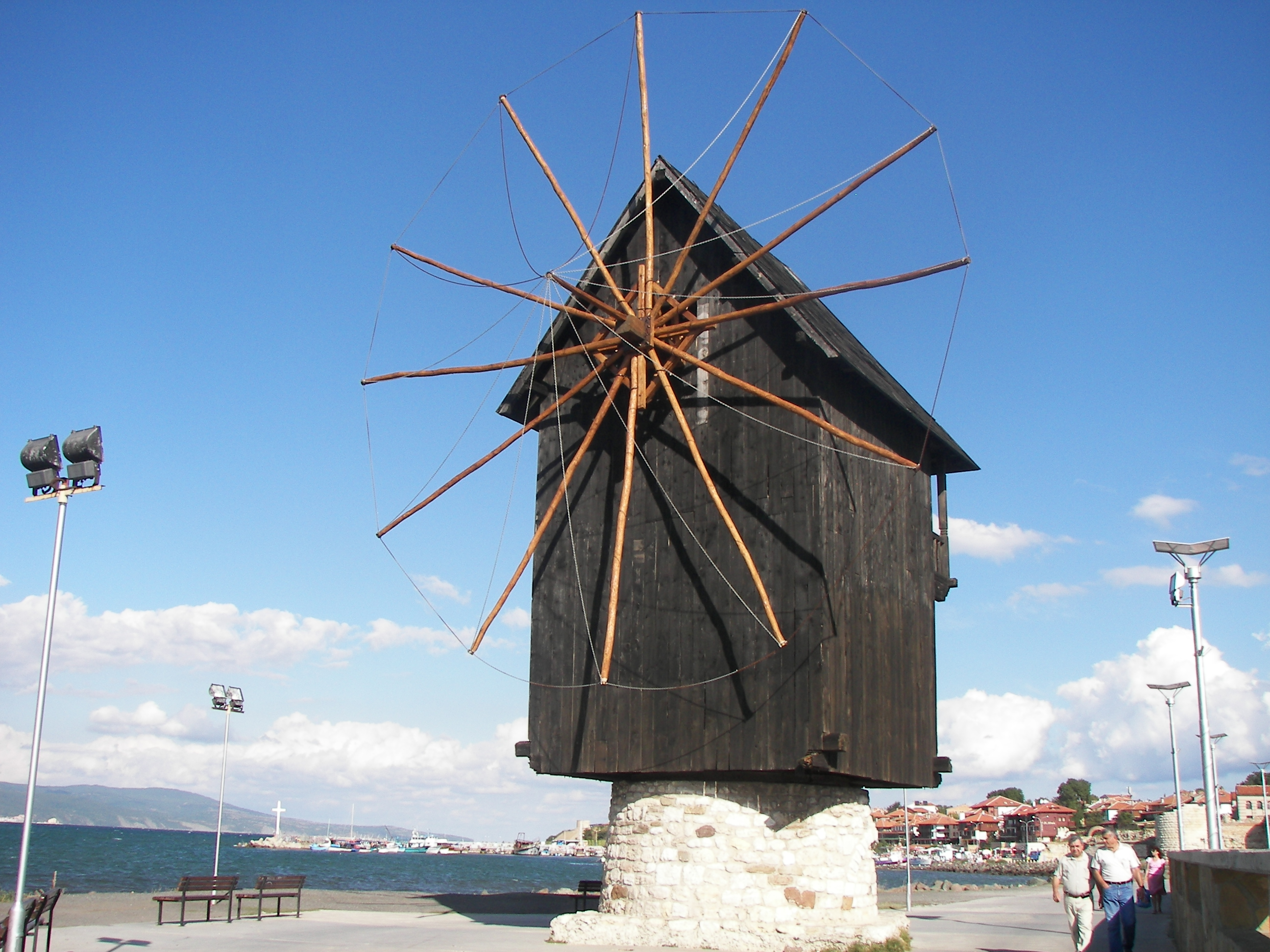
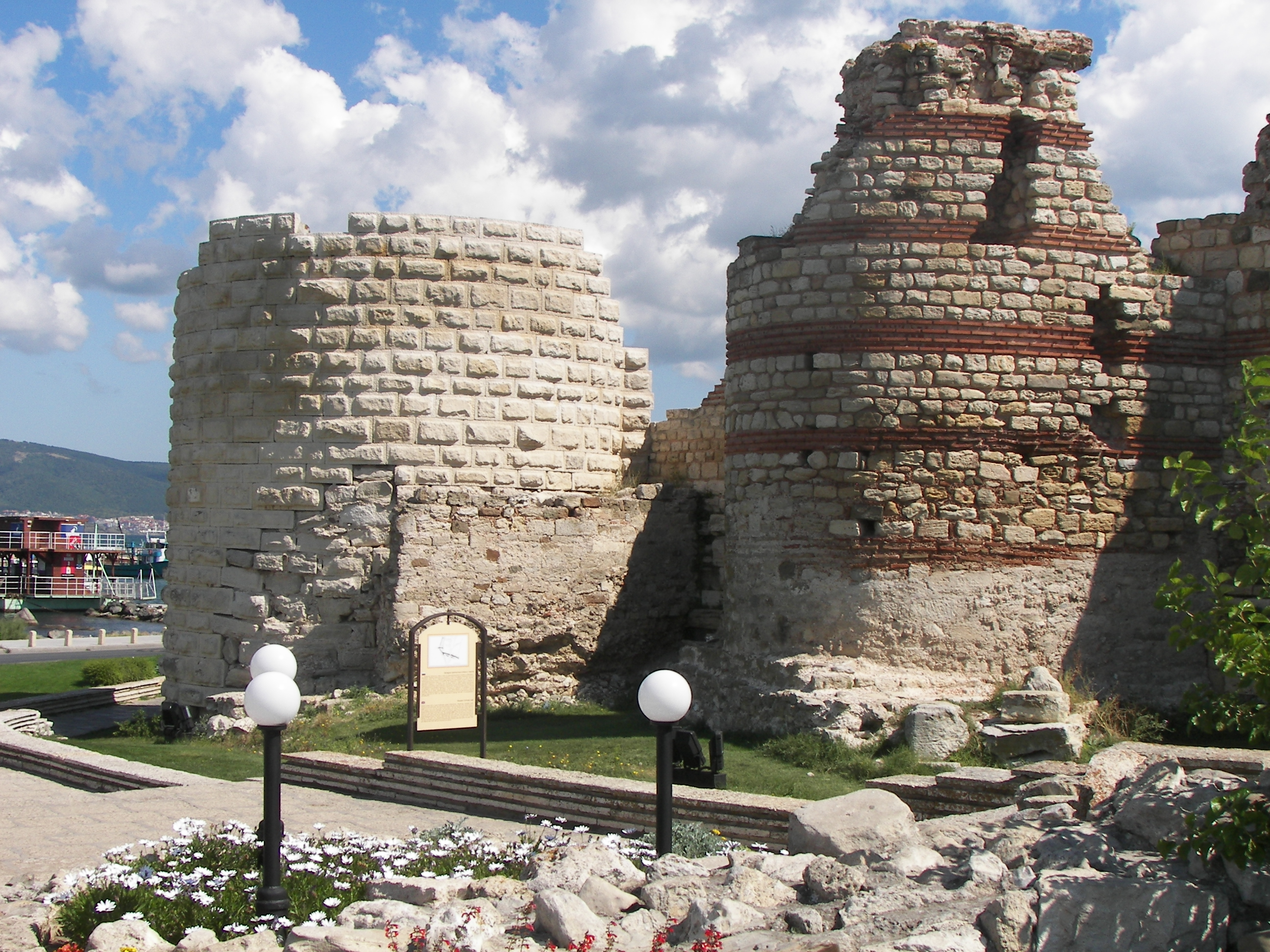
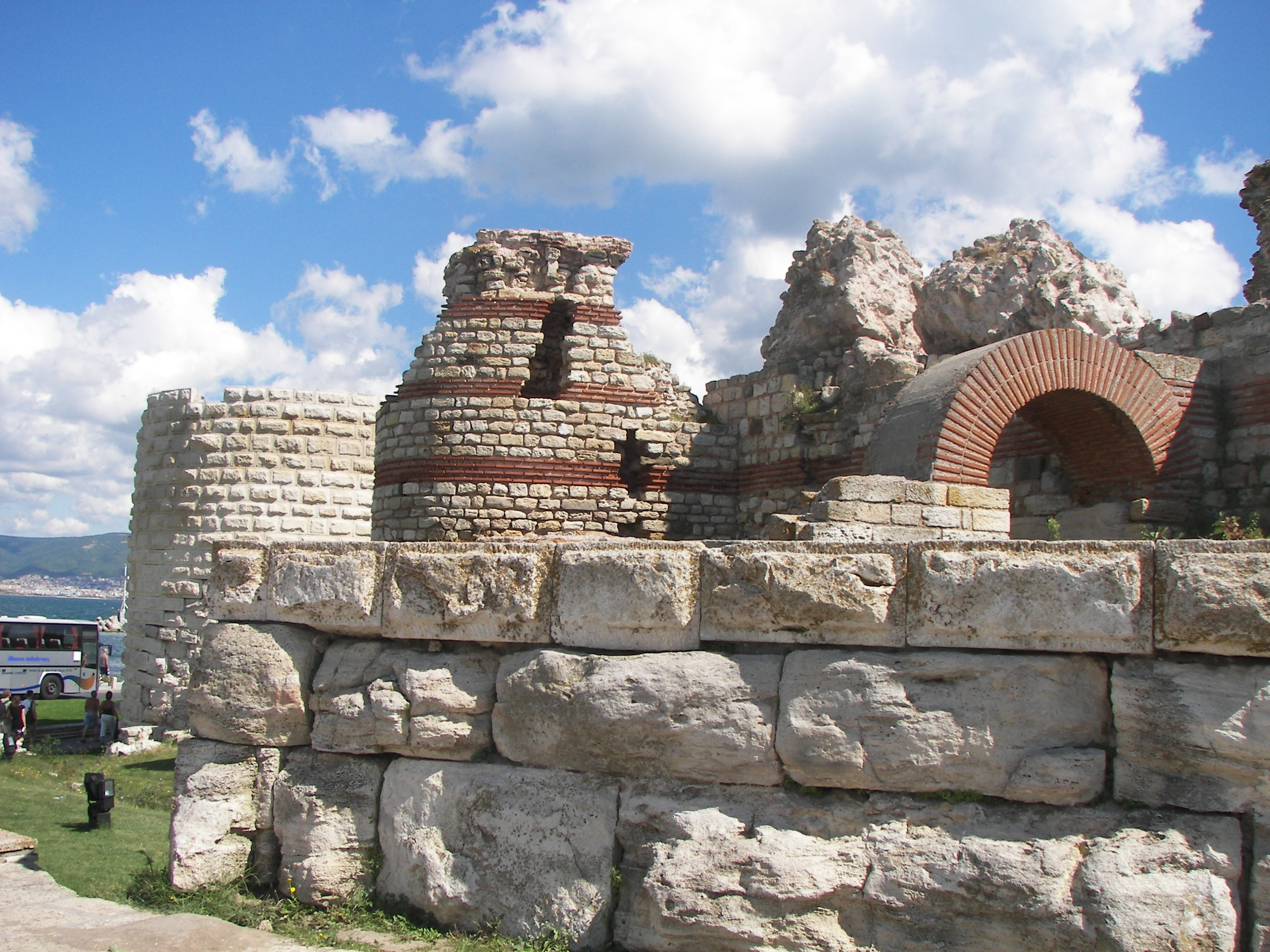
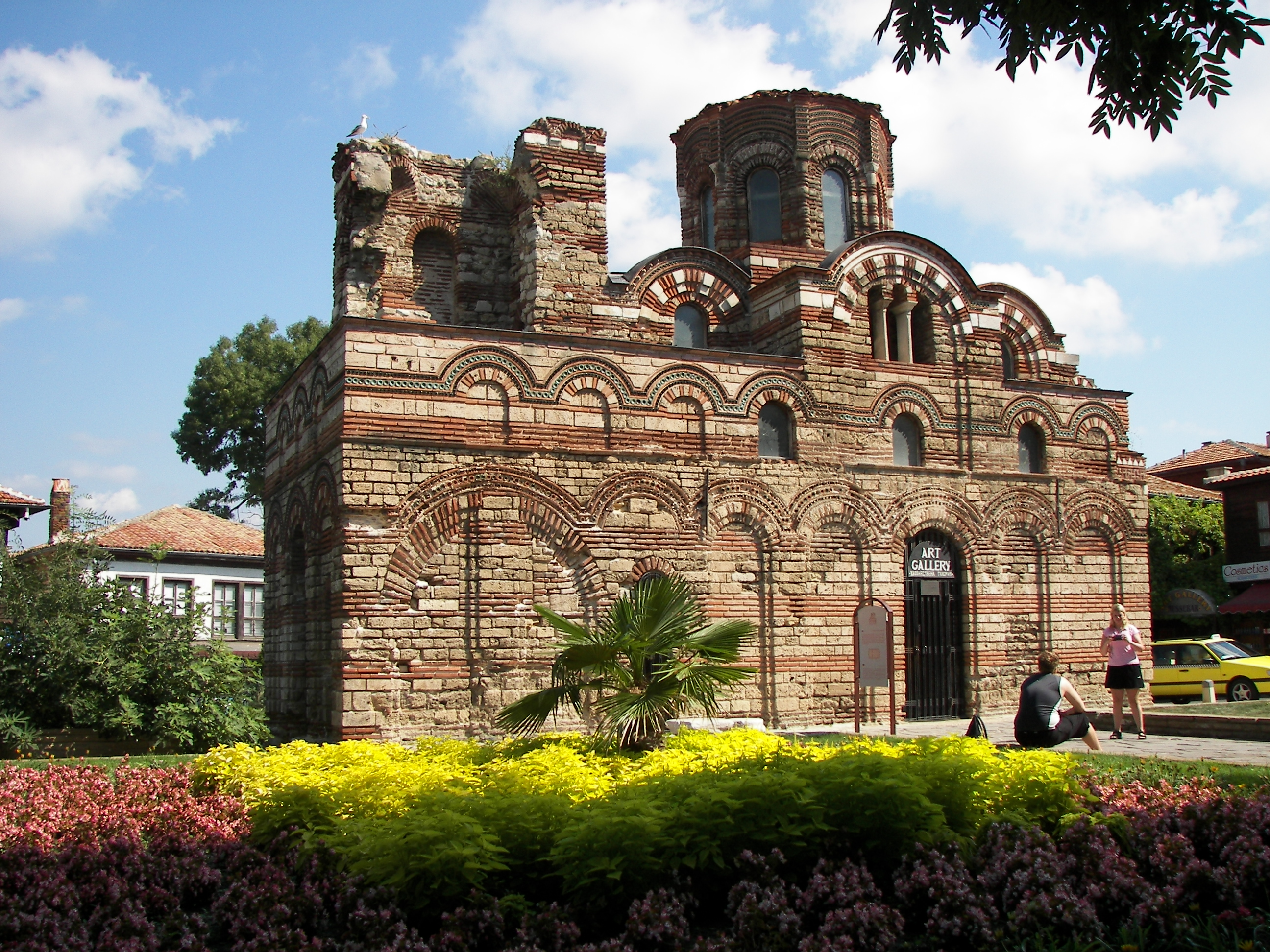
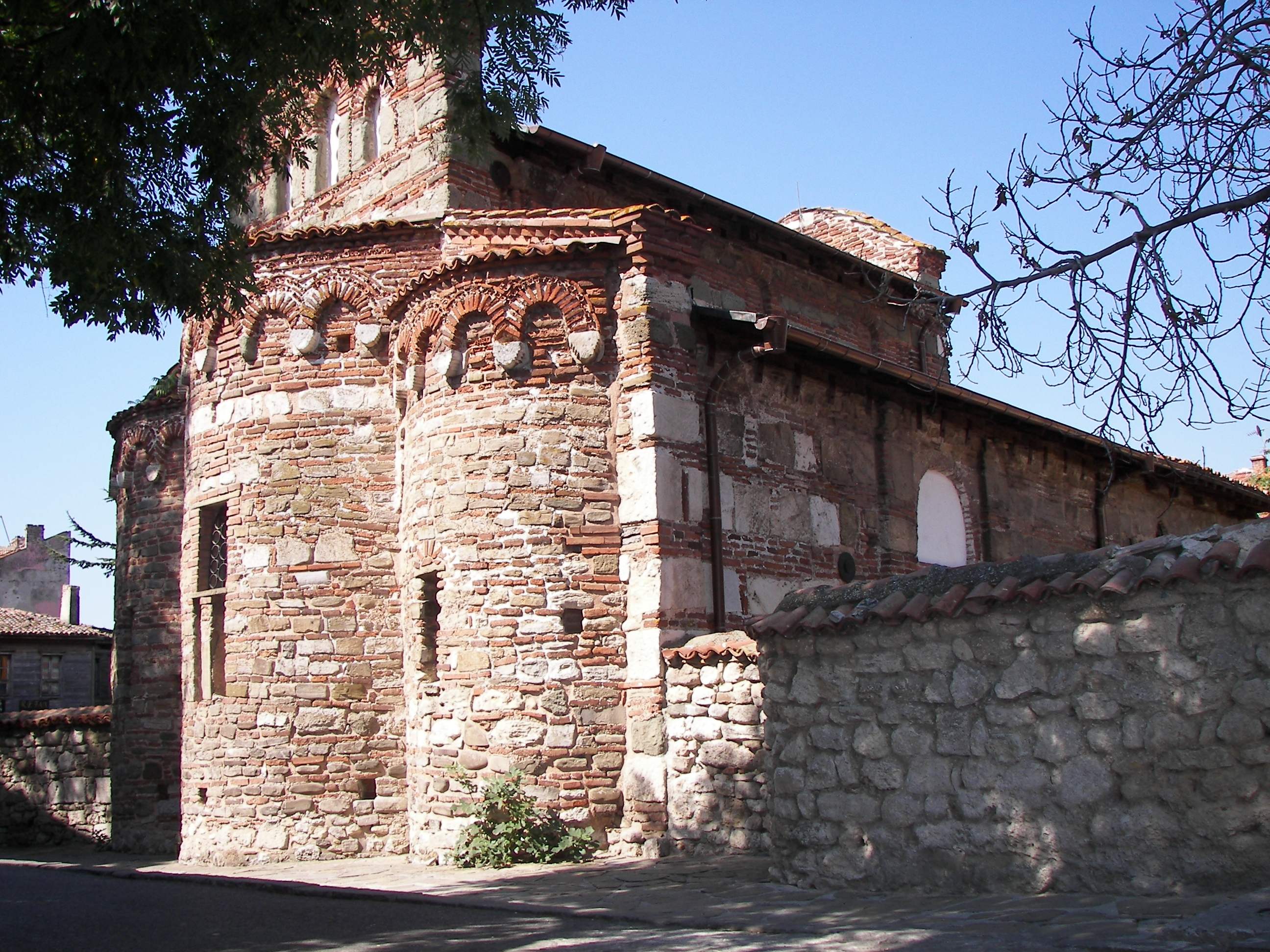
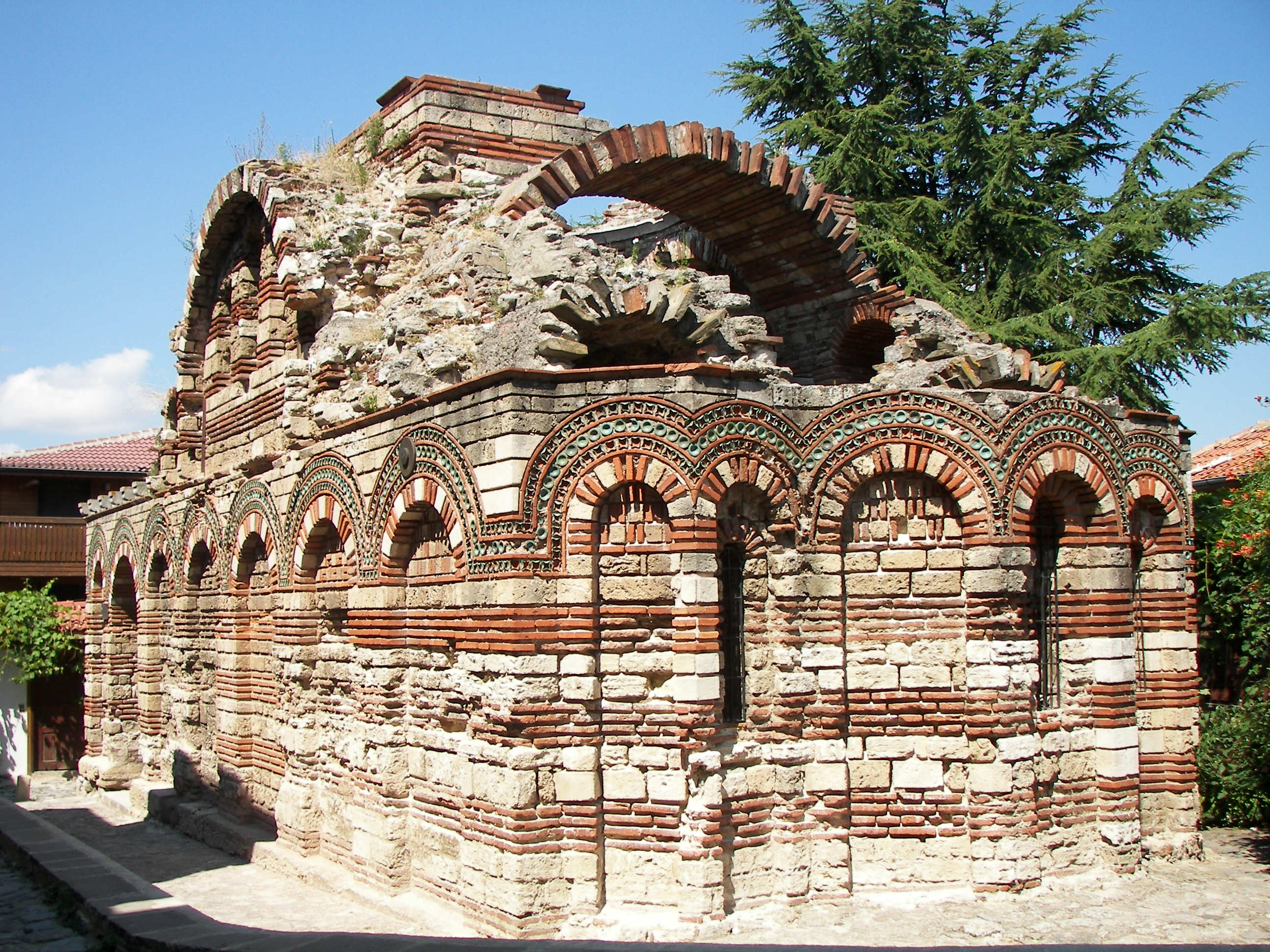
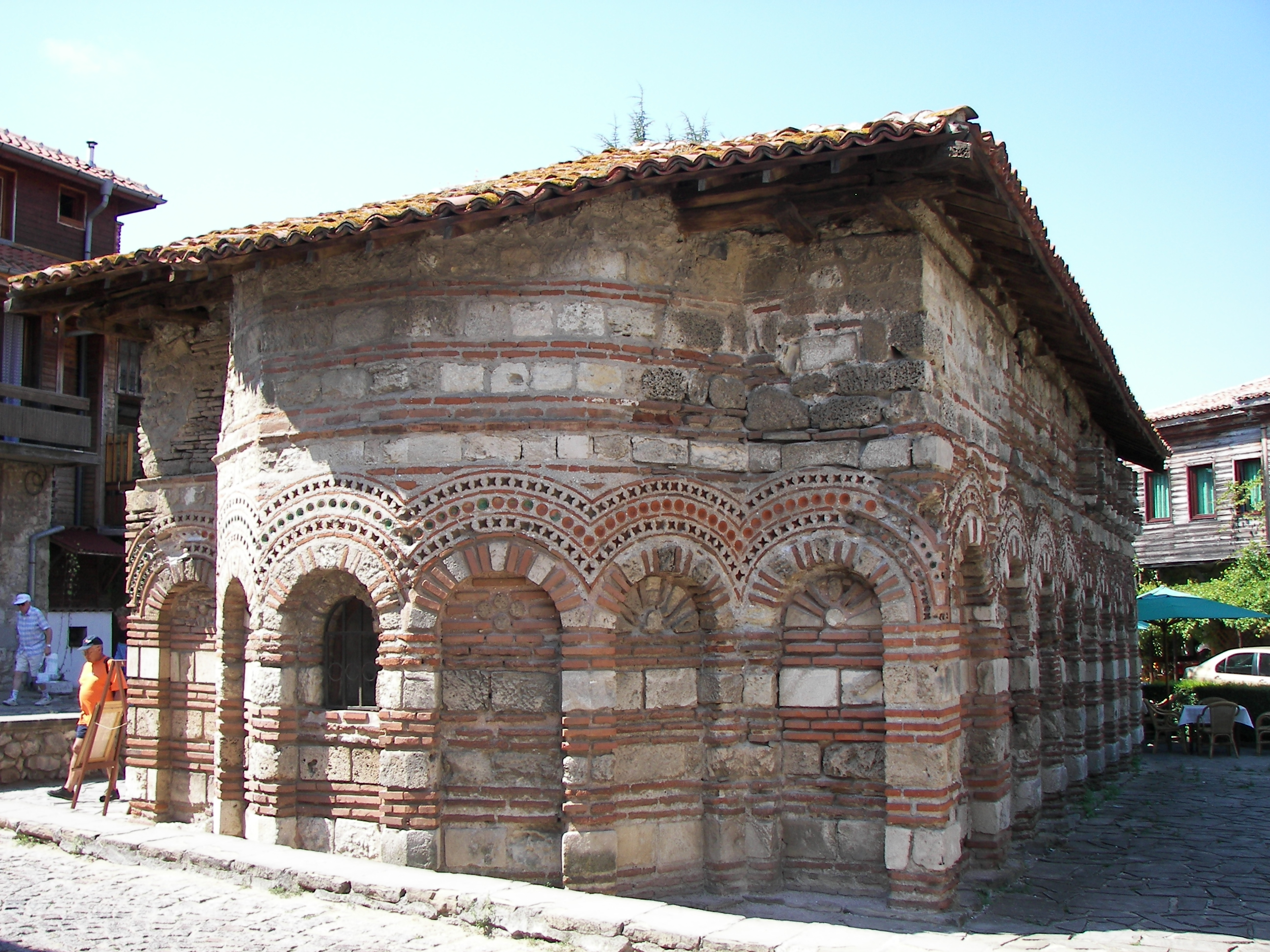
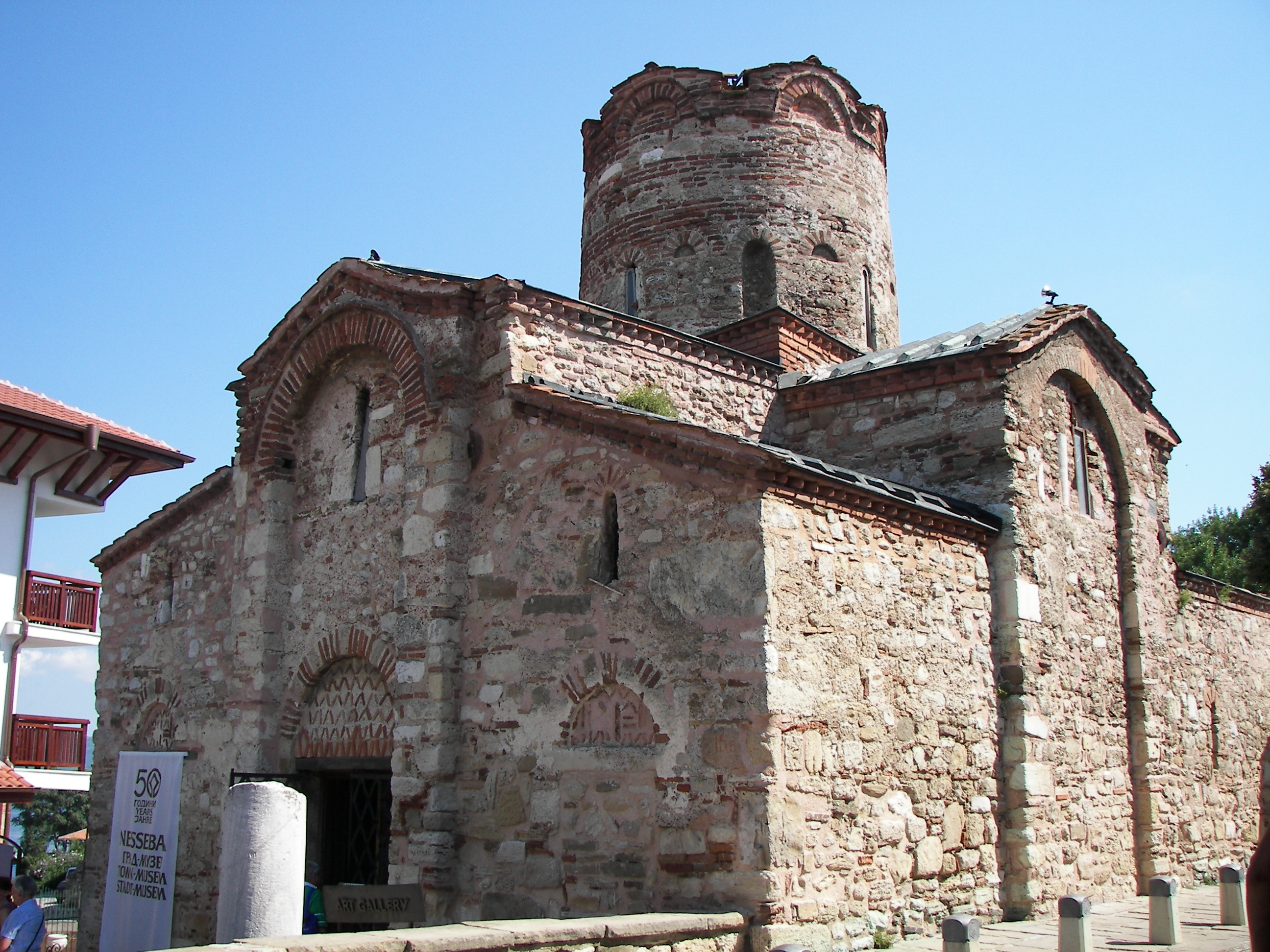
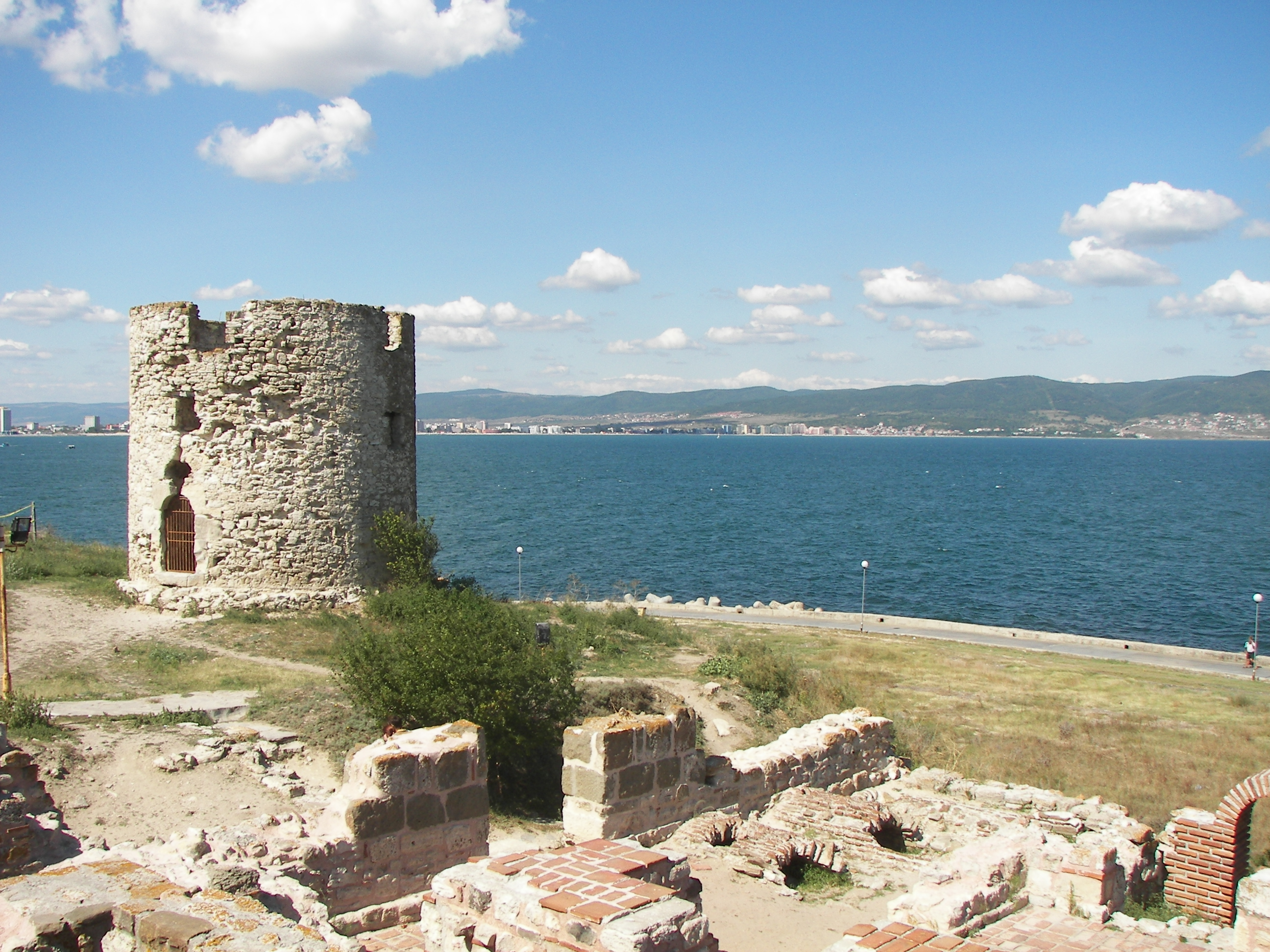
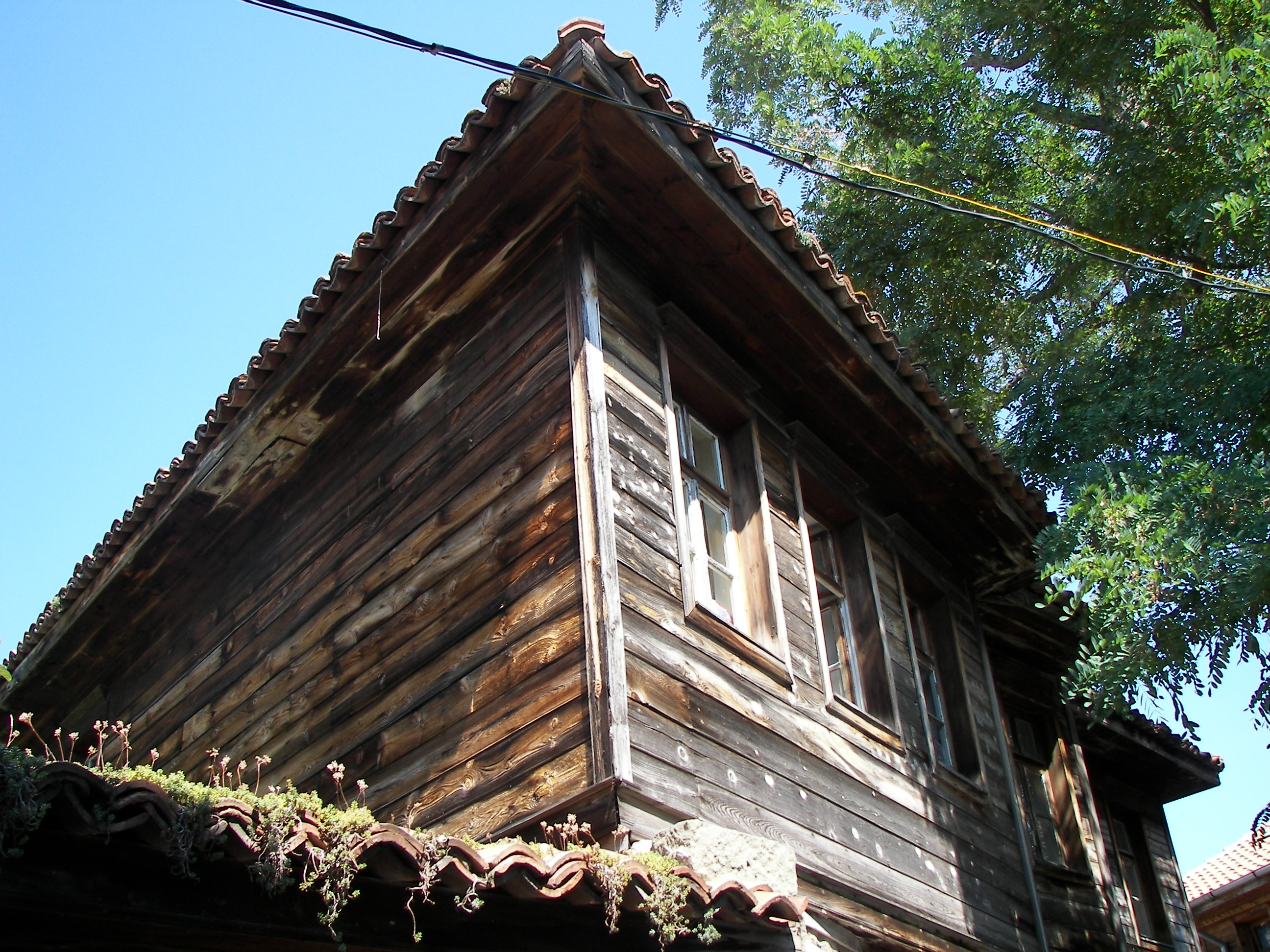